# Matthias J. Fritsch
Matthias Josef Fritsch (* 7. Mai 1967 in Neustadt an der Waldnaab) ist ein deutscher römisch-katholischer Theologe.

## Leben
Nach dem Abitur am Gymnasium Neustadt an der Waldnaab 1986 studierte er von 1987 bis 1993 katholische Theologie an den Universitäten Regensburg und Passau. Preisträger (3. Preis) der Dr.-Kurt-Hellmich-Stiftung an der Katholisch-Theologischen Fakultät der Universität Regensburg wurde er 1992 für die Diplomarbeit „Geschichte als Horizont der Theologie. Das Problem der Offenbarung in der Geschichtstheologie Wolfhart Pannenbergs“. Von 1994 bis 1997 war er wissenschaftlicher Mitarbeiter am Lehrstuhl für Systematische Theologie (Philosophisch-Theologische Propädeutik) bei Ulrich G. Leinsle. Nach der Promotion 1997 an der Kath.-Theol. Fakultät der Universität Regensburg mit der Arbeit zum Thema „Vernunft-Offenbarung-Religion. Eine historisch-systematische Untersuchung zu Sigismund von Storchenau“. Von 1997 bis 2002 war er wissenschaftlicher Assistent am Lehrstuhl für Systematische Theologie (Philosophisch-Theologische Propädeutik) bei Ulrich G. Leinsle. Nach der Habilitation 2001  für „Christliche Philosophie“ an der Universität Regensburg ist er seit 2004 leitender Angestellter und stellvertretender Referatsleiter des Referates Schule/Hochschule der Diözese Regensburg. Seit 2009 lehrt er als außerplanmäßiger Professor für                                   Philosophisch-Theologische Propädeutik.